# Marijampolė
Marijampolė (pronunciato approssimativamente Mariàmpole, in polacco e tedesco: Mariampol) è il capoluogo della contea omonima nel sud della Lituania. La città si trova a pochi chilometri più a nord del lago Vištytis.

## Storia
I primi documenti che attestano l'esistenza di questa città risalgono al 1667. Durante il periodo sovietico, tra il 1955 e il 1989 prese il nome di Kapsukas, in onore del politico Vincas Mickevičius-Kapsukas.

## Sport

### Calcio
La squadra principale della città è il Sūduva.